# 2019冠状病毒病利比里亚疫情
2019冠状病毒病利比里亚疫情，介绍在2019新型冠狀病毒疫情中，在利比里亚发生的情况。

## 时间轴

### 3月
2020年3月16日，利比里亚首次确诊1例2019冠状病毒病病例。一名从海外归国政府官员在入境时自愿要求接受病毒检测，结果呈阳性，并已被隔离。利比里亚卫生部门为此召开紧急会议。
3月17日，报告第2例确诊病例，为首例病例的家政工人。
3月20日，报告第3例确诊病例，为63岁女性。

### 4月
4月1日，新增确诊3例，累计确诊6例。
4月3日，报告第7例确诊病例。
4月4日，新增确诊3例，累计确诊10例。报告首例死亡病例。
4月5日，新增确诊3例，累计确诊13例；累计治愈3例；新增2例死亡，累计死亡3例。
4月6日，新增确诊1例，累计确诊14例。
4月8日，新增确诊17例，累计确诊31例；新增死亡1例，累计死亡4例。全國進入緊急狀態，部分地區居民限制出行。
4月9日，新增确诊6例，累计确诊37例；新增死亡1例，累计死亡5例。
4月10日，新增确诊11例，累计确诊48例。
4月11日，新增确诊2例，累计确诊50例。
4月12日，新增确诊1例，累计确诊51例；新增死亡1例，累计死亡6例；新增治愈1例，累计治愈4例。
4月13日，新增确诊8例，累计确诊59例。
4月15日，新增确诊14例，累计确诊73例。
4月16日，新增确诊3例，累计确诊76例；新增治愈3例，累计治愈7例；新增死亡1例，累计死亡7例。
4月17日，新增确诊5例，累计确诊81例。
4月18日，新增确诊10例，累计确诊91例；新增死亡1例，累计死亡8例。
4月19日，新增确诊8例，累计确诊99例。
4月20日，新增确诊2例，累计确诊101例。
4月23日，新增确诊16例，累计确诊117例；新增治愈18例，累计治愈25例。
4月24日，新增确诊3例，累计确诊120例；新增死亡3例，累计死亡11例。
4月25日，新增确诊4例，累计确诊124例；新增死亡1例，累计死亡12例。
4月26日，新增确诊9例，累计确诊133例；新增死亡4例，累计死亡16例。
4月27日，新增确诊8例，累计确诊141例；新增治愈20例，累计治愈45例。
4月30日，新增确诊11例，累计确诊152例；新增死亡2例，累计死亡18例。

### 5月
5月1日，新增确诊2例，累计确诊154例；新增治愈3例，累计治愈48例。